# Hit and Miss
Ne doit pas être confondu avec Hit/Miss.
Hit and Miss est une mini-série britannique en six épisodes de 45 minutes, créée par Paul Abbott et diffusée entre le 22 mai 2012 et le 26 juin 2012 sur Sky Atlantic.
En France, la série est diffusée depuis le 21 février 2013 sur Canal+.

## Synopsis
Mia est une femme trans travaillant comme tueuse à gages. Elle découvre qu'elle a eu un fils avec une ancienne petite amie morte d'un cancer. Elle est nommée tutrice légale du garçon, ainsi que des trois autres enfants de son ex, qui vivait dans une ferme du Yorkshire. Tout en continuant à travailler comme assassin, Mia apprend à exercer son rôle parental.

## Distribution
- Chloë Sevigny (VF : Sybille Tureau) : Mia
- Peter Wight (VFB : Martin Spinhayer) : Eddie
- Jonas Armstrong (VF : Alexis Victor) : Ben
- Vincent Regan (VFB : Erwin Grünspan) : John
- Ben Crompton : Liam
- Karla Crome (VFB : Mélanie Dermont) : Riley
- Reece Noi (VFB : Alexandre Crépet) : Levi
- Jorden Bennie (VFB : Émilie Guillaume) : Ryan
- Roma Christensen (VFB : Alayin Dubois) : Leonie

## Épisodes
1. Épisode 1
2. Épisode 2
3. Épisode 3
4. Épisode 4
5. Épisode 5
6. Épisode 6

## Récompense
- 2012 : Meilleure fiction européenne au Festival de la fiction TV de La Rochelle[1]